# Fritz Thomsen (maler)
 For alternative betydninger, se Fritz Thomsen. (Se også artikler, som begynder med Fritz Thomsen)
Frederik Gotfred Thomsen eller Fritz Thomsen (30. april 1819 Broager i Sønderjylland – 13. maj 1891 i København) var en dansk maler,
Fritz Thomsen var søn malermester Philip Julius Thomsen. Efter at have været ved malerhåndværket i nogle år kom han 1839 ind på Kunstakademiet og debuterede allerede 1841 med En Bulbider med sine Hvalpe og en Støverhund og En Malkeplads, der begge blev købt af Christian 8.; senere malede han for Frederik 7. en del hesteportrætter i Frederiksborg Stutteri og hørte i en række af år til de flittige udstillere; fra 1860-64 var dog hans virksomhed afbrudt af sindssyge.
Thomsens fleste og bedste arbejder er dyrestykker; et par genrekompositioner, af hvilke En sovende Kulhandlerske var at se på Charlottenborg 1879, samt nogle landskaber, han malede i de sidste år, han udstillede, er lidet betydelige. Han døde i København 13. maj 1891 efter i en halv snes år på grund af svagelighed ikke at have kunnet male synderligt.
14. juni 1856 ægtede han Marie Louise Molbech (født 1823), datter af professor Carl Fred. Molbech, lektor i Sorø.

## Ekstern henvisning
- Fritz Thomsen på Kunstindeks Danmark/Weilbachs Kunstnerleksikon